# Muscolo omoioideo
Il muscolo omoioideo è un muscolo del collo, pari e simmetrico, appartenente al gruppo dei muscoli sottoioidei; è formato da due ventri uniti da un tendine intermedio.
Il muscolo è innervato dall'ansa cervicale dei primi tre nervi cervicali e, se contratto, tende la lamina pretracheale della fascia cervicale e partecipa all'abbassamento dell'osso ioide.

## Anatomia
Il muscolo è costituito da due ventri che si trovano tra il muscolo tiroioideo e lo sternotiroideo; il tendine intermedio che li unisce si colloca invece fra il muscolo sternocleidomastoideo e il fascio vascolonervoso del collo.
Il ventre inferiore origina medialmente all'incisura del margine superiore della scapola e si dirige in alto e medialmente, mentre il ventre superiore si inserisce sul margine inferiore dell'osso ioide, lateralmente rispetto al sternoioideo.
Il muscolo omoioideo decorre all'interno della regione sopraclavicolare, che divide in due scompartimenti: uno al di sopra del muscolo, e uno al di sotto.